# Astarte arctica
Astarte arctica är en musselart som först beskrevs av John Edward Gray 1824.  Astarte arctica ingår i släktet Astarte och familjen Astartidae. Inga underarter finns listade i Catalogue of Life.